# Aeverrillia
Aeverrillia is een mosdiertjesgeslacht uit de familie van de Aeverrilliidae en de orde Ctenostomatida. De wetenschappelijke naam ervan is in 1941 voor het eerst geldig gepubliceerd door Marcus.

## Soorten
- Aeverrillia armata (Verrill, 1873)
- Aeverrillia pilosa (Harmer, 1915)
- Aeverrillia setigera (Hincks, 1887)